# Parque nacional de Khun Khan
El parque nacional de Khun Khan (en tailandés, อุทยานแห่งชาติขุนขาน) es un área protegida de Tailandia, dentro de la provincia de Chiang Mai. Se extiende por una superficie total de 240 kilómetros cuadrados y fue declarado en 1997. Este parque montañoso tiene un paisaje de bosques, cascadas y acantilados con vistas.